# ＃musicoverdose
『#musicoverdose』（ミュージックオーバードーズ）は、松下優也の3枚目のオリジナルアルバム。2013年8月28日にJapanese Dream Recordsから発売。
配信限定のアルバムとなっており、iTunes Store、Amazon MP3他で配信中。12thシングルSWEET LOVEのSWEET LOVE及びWhat Are We?も収録。その後ライブ会場のみCDアルバムが限定販売された。

## 収録曲
1. #musicoverdose
  - 作詞：U　作曲：U & √A　編曲：√A
2. Up To You
  - 作詞：U　作曲・編曲：7th Avenue
3. All MY LOVE
  - 作詞：U　作曲：KENGO　編曲：Carlos K.
4. What Are We?
  - 作詞：U　作曲：U & √A　編曲：√A
5. Helpless
  - 作詞・作曲・編曲：Yuuki Odagiri
6. Sweet Love
  - 作詞：H.U.B.　作曲：Jin Nakamura　編曲：h-wonder
7. Go Get It
  - 作詞：U　作曲：U & √A　編曲：√A
8. Wait For You
  - 作詞：U　作曲・編曲：Yuuki Odagiri
9. 彼方へ‐独唱‐
  - 作詞：浅沼晋太郎　作曲：和田俊輔　編曲：Kensuke Inage
  - セルフカバー
10. Hallucination
  - 作詞：森雪之丞　作曲：Jin Nakamura　編曲：Kensuke Inage
  - セルフカバー
11. LAST ALUCARD SHOW by ALUCARD
  - 作詞：渡辺光彦　作曲・編曲:篤志
  - ミュージカル「THE ALUCARD SHOW」より
12. Second World
  - 作詞・作曲：U　編曲：Carlos K.
13. Nobody Knows
  - 作曲：U & √A　編曲：√A
14. It's my Day off
  - 作詞・作曲：U　編曲：Carlos K.